# 南アルプス市立若草小学校
小中一貫校南アルプス市立若草小学校（しょうちゅういっかんこうみなみアルプスしりつ わかくさしょうがっこう）は、山梨県南アルプス市寺部にある公立小学校。
御勅使川扇状地の突端に開けた畑や水田に囲まれた場所に所在する小学校である。
2023年度の児童数は508人で、市内の小学校では最も多い。

## 沿革
1971年に三恵小学校、鏡中条小学校、藤田小学校の3校を統合して開校した。2000年には児童数増加により若草南小が分離した。

### 年表
- 1971年（昭和46年）
  - 4月 - 町議会にて三恵小学校・鏡中条小学校・藤田小学校の統合を議決。
  - 5月 - 若草町立若草小学校として開校。3校の校舎での授業を開始。
- 1973年（昭和48年）
  - 3月 - 各校舎の児童を新校舎へ収容。
  - 4月 - 3教場を廃止し、実質統合。児童数は596人。
- 1974年（昭和49年）
  - 3月 - 校歌と校章を制定。
  - 7月 - 体育館とプールを落成。
- 1975年（昭和50年）
  - 4月 - 文部省指定道徳教育協同推進校となる。
  - 11月 - 健康優良校として全国表彰。花いっぱい運動県教育長賞を受賞。
- 1976年（昭和51年）3月 - 校旗を制定。
- 1979年（昭和54年）4月 - 県勤労体験学校推進校に指定。
- 1982年（昭和57年）11月 - 校庭の整備改修工事を実施。
- 1985年（昭和60年）11月 - 日本PTA全国協議会よりPTA活動の優良表彰を受ける。
- 1989年（平成元年）2月 - 学級増に伴う新校舎増築工事を実施（4教室分増設）。
- 1990年（平成2年）7月 - 校舎大規模改修工事を実施（旧校舎・普通教室・廊下）。
- 1991年（平成3年）7月 - 校舎大規模改修工事を実施（東特別教室・玄関・図工室）。
- 1992年（平成4年）
  - 4月 - 初任者研修実習校に指定。
  - 7月 - 校舎大規模改修工事を実施（職員室・保健室・視聴覚室・図工室）。
- 1994年（平成6年）
  - 2月 - 山梨県歯科医師会より口腔衛生優良校として表彰。
  - 3月 - 日本水泳連盟より学童水泳優秀校として表彰。
  - 5月 - プールを改修。
- 1995年（平成7年）4月 - 特殊学級「みつぼし学級」を開設。
- 1997年（平成9年）10月 - プレハブ教室（図工室）を設置。コンピュータ室を設置。
- 1998年（平成10年）4月 - 校庭を改修。
- 2000年（平成12年）
  - 2月 - 文部省学校保健統計調査表彰及び指定を受ける。
  - 4月 - 若草南小学校が分離独立。若草町緑の少年少女隊が発足。
  - 8月 - 校舎の耐震工事を実施。
- 2001年（平成13年）8月 - 光ファイバーによる町内イントラネット事業によるパソコン教室改修工事および体育館の耐震工事を実施。
- 2002年（平成14年）12月 - 自然観察園（ビオトープ）を設置。
- 2003年（平成15年）4月1日 - 町村合併に伴い、「南アルプス市立若草小学校」に改称。
- 2005年（平成17年）2月 - 新館2階に多目的教室を設置。
- 2007年（平成19年）8月 - 南アルプス市教育系ネットワーク整備事業により、コンピュータとLANを新規整備。
- 2010年（平成22年）
  - 3月 - 給水管・揚水管改修工事完成。太陽光発電システム設置。
  - 4月 - おひさま学級・そよかぜ学級開設。
  - 11月 - 創立40周年記念学芸発表会。
- 2011年（平成23年）11月 - 給食配膳室増設工事完成。「やまなし」心づくり研究指定校事業中間公開研究会。
- 2012年（平成24年）11月 - 「やまなし」心づくり研究指定校事業公開研究会。
- 2013年（平成25年）11月 - 学びの質を高める授業づくり推進事業公開研究会。
- 2014年（平成26年）8月 - 北海道津別町訪問団との交流会。
- 2015年（平成27年）4月 - たんぽぽ学級設置。
- 2016年（平成28年）
  - 2月 - コンピューター教室　タブレット設置。
  - 5月 - プール完成。
  - 12月 - 校庭照明LED化。
- 2017年（平成29年）8月 - 非構造部材耐震工事完了。
- 2018年（平成30年）
  - 1月 - 外トイレ完成。
  - 4月 - 施設内に若草児童クラブ（学童）を開設。
- 2019年（平成31年）1月 - 中巨摩学校食育推進校　公開研究発表会。
- 2019年（令和1年）10月 - 卓球平野美宇選手母　真理子氏　講演会。
- 2020年（令和2年）3月 - コロナのための臨時休業。
- 2021年（令和3年）
  - 2月 - 創立50周年記念誌発行。
  - 3月 - 一人一台端末の使用開始。
- 2022年（令和4年）4月 - 「教科担任制推進事業」県教育委員会より、推進校に指定される。
- 2024年（令和6年）1月 - 校舎新築に伴う仮設校舎での授業開始。

### 年表(その他)
- 2022年（令和4年）4月 - 若草中学校と小中一貫教育を開始[1]。
- 2024年（令和6年）
  - 1月29日 - 旧校舎お別れイベントを実施[3]。
  - 2月 - 旧校舎解体工事を開始。

## 教育目標
- かしこい子ども
- 美しいものに感動する子ども
- 思いやりのあるやさしい子ども
- たくましく生きぬく子ども

※出典

## 通学区域
南アルプス市立校若草小学校の通学区域は以下の通り。
- 下今井区
- 上村区
- 下村区
- 寺部区
- 十日市場区
- 加賀美区

## 進学先中学校
公立中学校の場合。
- 小中一貫校南アルプス市立若草中学校（南アルプス市加賀美）[5]